# 나가라가와 철도 에쓰미난선
에쓰미난선(일본어: 越美南線)은 일본 기후현 미노카모시의 미노오타역과 구조시의 호쿠노역에 이르는 나가라가와 철도의 철도 노선이다.

## 노선 정보
- 노선 거리 (영업 거리) : 72.1km
- 궤간 : 1,067mm
- 역 수 : 38역 (기.종점역 포함)
- 복선화 구간 : 없음 (전 구간 단선)
- 전철화 구간 : 없음 (전 구간 비전철화)
- 폐색 방식 :
  - 미노오타 - 미노시로토리 구간 : 특수 자동 폐색식 (전자 부호 조사식)
  - 미노시로토리 - 기타노 구간 : 스태프 폐색식

## 역 목록
※ 전 노선 기후현에 소재.
| 역명               | 일어 역명      | 역간 거리 | 영업 거리 | 접속 노선                                | 소재지     | 소재지     |
| ------------------ | -------------- | --------- | --------- | ---------------------------------------- | ---------- | ---------- |
| 미노오타           | 美濃太田       | -         | 0.0       | 도카이 여객철도 다카야마 본선 · 다이타선 | 미노카모시 | 미노카모시 |
| 마에히라코엔       | 前平公園       | 1.7       | 1.7       |                                          | 미노카모시 | 미노카모시 |
| 가모노             | 加茂野         | 2.0       | 3.7       |                                          | 미노카모시 | 미노카모시 |
| 도미카             | 富加           | 2.2       | 5.9       |                                          | 가모 군    | 도미카정   |
| 세키토미오카       | 関富岡         | 2.3       | 8.2       |                                          | 세키시     | 세키시     |
| 세키구치           | 関口           | 1.5       | 9.7       |                                          | 세키시     | 세키시     |
| 하모노카이칸마에   | 刃物会館前     | 1.5       | 11.2      |                                          | 세키시     | 세키시     |
| 세키               | 関             | 0.8       | 12.0      |                                          | 세키시     | 세키시     |
| 세키시야쿠쇼마에   | 関市役所前     | 1.0       | 13.0      |                                          | 세키시     | 세키시     |
| 세키시모우치       | 関下有知       | 1.6       | 14.6      |                                          | 세키시     | 세키시     |
| 마쓰모리           | 松森           | 1.5       | 16.1      |                                          | 미노 시    | 미노 시    |
| 미노시             | 美濃市         | 1.6       | 17.7      |                                          | 미노 시    | 미노 시    |
| 우메야마           | 梅山           | 1.1       | 18.8      |                                          | 미노 시    | 미노 시    |
| 유노호라온센구치   | 湯の洞温泉口   | 3.5       | 22.3      |                                          | 미노 시    | 미노 시    |
| 스하라             | 洲原           | 2.4       | 24.7      |                                          | 미노 시    | 미노 시    |
| 한노               | 母野           | 1.4       | 26.1      |                                          | 구조시     | 구조시     |
| 곤노               | 木尾           | 1.2       | 27.3      |                                          | 구조시     | 구조시     |
| 야사카             | 八坂           | 2.1       | 29.4      |                                          | 구조시     | 구조시     |
| 미나미코다카라온센 | みなみ子宝温泉 | 1.2       | 30.6      |                                          | 구조시     | 구조시     |
| 오야               | 大矢           | 1.2       | 31.8      |                                          | 구조시     | 구조시     |
| 후쿠노             | 福野           | 1.1       | 32.9      |                                          | 구조시     | 구조시     |
| 미나미카리야스     | 美並苅安       | 1.9       | 34.8      |                                          | 구조시     | 구조시     |
| 아카이케           | 赤池           | 1.5       | 36.3      |                                          | 구조시     | 구조시     |
| 후카도             | 深戸           | 2.2       | 38.5      |                                          | 구조시     | 구조시     |
| 아이오이           | 相生           | 4.5       | 43.0      |                                          | 구조시     | 구조시     |
| 구조하치만         | 郡上八幡       | 3.9       | 46.9      |                                          | 구조시     | 구조시     |
| 시젠엔마에         | 自然園前       | 4.0       | 50.9      |                                          | 구조시     | 구조시     |
| 야마다             | 山田           | 3.1       | 54.0      |                                          | 구조시     | 구조시     |
| 도쿠나가           | 徳永           | 1.9       | 55.9      |                                          | 구조시     | 구조시     |
| 구조야마토         | 郡上大和       | 1.4       | 57.3      |                                          | 구조시     | 구조시     |
| 만바               | 万場           | 2.4       | 59.7      |                                          | 구조시     | 구조시     |
| 가미만바           | 上万場         | 1.4       | 61.1      |                                          | 구조시     | 구조시     |
| 오나카             | 大中           | 1.3       | 62.4      |                                          | 구조시     | 구조시     |
| 오시마             | 大島           | 1.9       | 64.3      |                                          | 구조시     | 구조시     |
| 미노시로토리       | 美濃白鳥       | 1.8       | 66.1      |                                          | 구조시     | 구조시     |
| 시로토리코겐       | 白鳥高原       | 3.5       | 69.6      |                                          | 구조시     | 구조시     |
| 하쿠산나가타기     | 白山長滝       | 1.3       | 70.9      |                                          | 구조시     | 구조시     |
| 호쿠노             | 北濃           | 1.2       | 72.1      |                                          | 구조시     | 구조시     |

## 같이 보기
- 일본의 철도 회사 목록